# نصيب الأسد (فلم)
نصيب الأسد  فيلم دراما للمخرج صلاح سري عام 1992 كتب القصة والسيناريو والحوار المؤلف نبيل شعيب. الفيلم من بطولة سعيد صالح، دلال عبدالعزيز، أشرف قنديل، حسن الأسمر، سمير وحيد، وعلاء ولي الدين  وتدور الأحداث كمال ومعاناته من الظروف المادية وعدم قدرته على إتمام زيجتهُ بخطيبته سهير، ويستمر الوضع لسنوات، إلا أنها حينما تذهب للعمل لدى أحد رجال الأعمال يُعْجَب بها، ويبدأ في التقرُّب منها ومن أسرتها.
صدر الفيلم إلى دور العرض المصرية في 24 فبراير 1992.
منح موقع قاعدة بيانات الأفلام العربية «السينما.كوم» الفيلم درجة 4.9/ 10.

## طاقم التمثيل
دلال عبد العزيز: في دور سهير
سعيد صالح: في دور عامر الدمنهوري (صاحب الشركة الدولية للتجارة وتاجر المخدرات)
حسن الأسمر: في دور دياب (سباك وابن خالة كمال)
نعيمة الصغير: في دور أم سهير
عبد المجيد خضر: في دور كمال (خريج كلية الزراعة وخطيب سميرة)
سمير وحيد: في دور صلاح (صديق كمال وسهير – خريج كلية الآداب)
أشرف قنديل: في دور هشام الدمنهوري (شقيق عامر الأصغر)
هندية: في دور شمس (سكرتيرة عامر)
علاء ولي الدين: في دور صابر (الذراع الأيمن لعامر)
مطاوع عويس: في دور تاجر المخدرات
سيد مصطفى: في دور ضابط الشرطة
جلال العشري: في دور بلية
بالاشتراك مع: نادية شمس الدين – شروق – عبد المنعم النمر – ناريمان – طارق كمال.

## أحداث الفيلم
يتخرج كمال (عبد المجيد خضر) وخطيبته سهير (دلال عبد العزيز) من كلية الزراعة ويبدأ الإثنين البحث عن عمل لإتمام الزواج. يعمل دياب (حسن الأسمر)، ابن خالة كمال، سباك، وصديقهم صلاح (سمير وحيد)، المتخرج من كلية الآداب، يتمكن من الحصول على قطعة أرض صحراوية ويبدأ في إصلاحها وزراعتها ويعرض على كمال العمل معه ولكنه يرفض رغم أنه خريج زراعة. يملك عامر الدمنهوري (سعيد صالح) الشركة الدولية للتجاره ويتخذها ستاراً لعمله في تجارة المخدرات، وعندما يتخرج شقيقه الأصغر هشام (أشرف قنديل) من كلية الزراعة يلحقه بالعمل في شركته. تلجأ سهير وكمال لزميلهم هشام لكي يبحث لهم عن عمل فيقوم بإلحاق سهير بشركة أخيه لأنه يحبها ويعينها إخيه عامر سكرتيرة بدلاً من سكرتيرته شمس (هندية) التي سئمها مع أنها كانت تقدم له البريد اليومي وهي جالسه على ركبتيه، ولم تمانع سهير في تقديم البريد بنفس الطريقة بل ورحبت. يلحق هشام صديقه كمال بوظيفة عامل نظافة في مطعم، ويقبل كمال الوظيفة. يخطط هشام لإبعاد سهير عن كمال فيخبرها بوظيفته الجديدة وتذهب إليه وتراه ممسكا بالمكنسة فتسارع بخلع خاتم خطبتها وتبصق عليه. تطلب سهير من عامر أن يتزوجها، فيذهب إلى والدتها (نعيمة الصغير) ويمنحها مبلغا كبيراً ويصطحب سهير لتقيم معه في بيته دون زواج. يخبر هشام صديقه كمال بما حدث من سهير وعندما يراها في منزل عامر بملابس النوم يتشاجر معها. يدخل دياب منزل عامر لبعض أعمال السباكة ولكنه يجد حقيبة مليئة بالهروين تحت السرير ويسرقها ويبيع جزء منها لتاجر المخدرات (مطاوع عويس) ويتسلم مليون جنيه. يفتتح دياب معرضا للسيراميك ومستلزمات السباكة ويخفي ما تبقى من المخدرات في مزرعة صلاح. تحاول سهير سرقة بعض المال من منزل عامر ولكن شقيقه هشام يفاجئها ويطلب زواجها وترفض. يكتشف هشام أن شقيقه عامر يتاجر بالمخدرات فيسارع بإبلاغ الشرطة. يرسل عامر ساعده الأيمن صابر (علاء ولي الدين) لاستلام المخدرات المسروقة من دياب الذي يوافق أخيراً على تسليمهم باقى المخدرات. يذهب دياب للمزرعة لإحضار المخدرات وهناك يكتشف أن صلاح عثر عليها ويرفض أن يعيدها وتحدث مشاجرة. يتمكن دياب من الهرب بالمخدرات بعد أن أطلق النار على هشام وتصل الشرطة وتقتل دياب وتلقي القبض على عامر. يدخل هشام المستشفى وعندما يخرج يبحث عن سهير ويجدها تعمل بالدعارة لكسب عيشها، ويعرض عليها الزواج فتوافق، أما كمال فيشارك في إستصلاح مزرعة صلاح.

## وصلات خارجية
- نصيب الأسد على موقع الدهليز
- نصيب الأسد على موقع قاعدة بيانات الأفلام العربية
- نصيب الأسد على موقع الدهليز
- نصيب الأسد على موقع كاروهات

https://www.tvguide.com/movies/naseeb-al-asad/2000169213/ نصيب الأسد (فلم)